# Pretty Little Liars (novela)
Pretty Little Liars (en español: Pequeñas Lindas Mentirosas) es el primer libro de la saga de libros Pretty Little Liars escrito por Sara Shepard. El libro sigue la vida de Spencer Hastings, Hanna Marin, Aria Montgomery y Emily Fields, a raíz de la desaparición de la líder de su grupo, Alison DiLaurentis.  Las novelas aparecieron en la lista de Best Sellers del periódico New York Times. En 2010, las novelas fueron adaptadas para crear la serie de televisión emitida en la cadena ABC Family.

## Argumento
La historia nos introduce en la vida de un grupo de amigas: Alison, la abeja reina y manipuladora nata, Aria Montgomery, una chica independiente que se considera un bicho raro en Rosewood, Emily Fields, una nadadora que tiene sentimientos secretos sobre Alison, Hanna Marin, una chica con sobrepeso que se esfuerza por ser delgada y popular como Alison, y Spencer Hastings, una chica ambiciosa que es lo suficientemente valiente como para enfrentarse a los métodos de manipulación de Alison. Alison desaparece misteriosamente durante una fiesta de pijamas con sus amigas antes de que comiencen el 8° grado de la escuela primaria.
La historia da un salto de tres años después de la desaparición de Alison DiLaurentis, cuando las chicas están ahora separadas. Aria vuelve a Rosewood luego de vivir dos años en Islandia con su familia y vuelve mucho más sofisticada que antes de irse. Ella conoce y besa a un chico en un bar local, que resulta ser su profesor de literatura, Ezra Fitz. Emily se hace amiga de la chica nueva de la ciudad, Maya St. Germain, y pronto desarrolla sentimientos por ella. Hanna ha perdido peso y es la chica más popular de la escuela, junto a la antigua nerd, Mona Vanderwaal. Spencer continúa la rivalidad con su hermana, Melissa Hastings. Los problemas comienzan cuando ella empieza a sentirse atraída por el nuevo novio de Melissa, Wren Kingston.
A lo largo de la historia, las chicas reciben mensajes de una persona que se hace llamar "A", la cual las amenaza con contar sus secretos más profundos. Automáticamente, las chicas piensan que se trata de Alison, porque ella es la única que sabía estos secretos. Sin embargo, se sorprenden cuando la policía encuentra el cadáver de Alison enterrado en el patio trasero de su casa. Esto solo puede significar que "A" no es Alison, pero que él/ella sabe más secretos. El libro termina cuando las chicas se encuentran en el funeral de Alison y reciben un mensaje que dice: "Sigo aquí perras, y lo sé todo -A".

## Personajes
La serie tiene muchos personajes, la mayoría de ellos recurrentes. Los personajes principales son:
Spencer Hastings: Spencer es una chica testaruda, inteligente e inquieta que proviene de la acaudalada familia Hastings.
Hanna Marin: Hanna es la burbujeante, sutil, fuerte y feroz "it-girl" del grupo después de la desaparición de Alison. Hanna sufre de un trastorno alimentario, debido a las constantes burlas de Alison.
Aria Montgomery: Aria es una chica peculiar, alternativa y creativa que, al comienzo de los libros, intenta encontrarse a sí misma.
Emily Fields: Emily es considerada la deportista del grupo, siendo una chica física y leal en lucha constante debido a su orientación sexual.
Alison DiLaurentis: Alison es la antigua "Abeja Reina" del grupo. Supuestamente, fue asesinada al comienzo de la primera novela, pero con el paso del tiempo se descubre que estaba viva y también su torturador "A".
Courtney DiLaurentis: Es la hermana gemela idéntica de Alison. Quien durante años sufrió debido a los celos de su gemela hacia ella. Hecho que la llevó a hacerse pasar por Ali, y tomar su vida. Su cadáver es encontrado por la familia de Maya.
Otros personajes secundarios son Melissa Hastings, la hermana de Spencer, Noel Kahn, exnovio de Aria, Mike Montgomery, el hermano de Aria, o Wren Kingston, exnovio de Melissa que mantiene una relación con Spencer. Toby Cavanaugh, actual novio de Spencer, Ezra Fitz, novio secreto de Aria Montgomery, Caleb Rivers, novio de Hanna Marin, Mona Vanderwaal, amiga de Hanna Marin, Jenna Marshall, hermanastra de Toby Cavanaugh.